# رکن‌الدین غورسانچی
رکن‌الدین غورسانچی به صورت عورسانحی یا اعورسانسی یا اغورسایسی یا اعورسایسی یا اغورسایی نیز آمده‌است. پسر علاءالدین محمد خوارزمشاه و برادر کوچکتر جلال‌الدین خوارزمشاه بود. او به سال ۶۰۱ هجری قمری ولادت یافت و به سال ۶۱۹ درگذشت. در تاریخ جهانگشای جوینی آمده: «بوقت آنک سلطان محمد از عراق بازگشت پسر خود سلطان رکن‌الدین را که غورسانجی نام او بود نامزد ملک عراق کرد…».
وی از سلطان جلال‌الدین خوارزمشاه کوچکتر بود و از طرف پدر سلطان محمد خوارزمشاه  حکومت عراق عجم را داشت و در کرمان و ری و اصفهان خدماتی از خود نشان داد و با سپاه مغول در قلعهٔ فیروزکوه جنگید تا سرانجام شکست خورد و وی را گرفتند و پیش فرماندهٔ سپاه بردند فرمانده به وی گفت: که در پیش او زانو بزند رکن الدین تن به ذلت نداد و مغولان او را کشتند.